# Starosty
Starosty (niem. Starosten, 1938–1945 Müllersbrück) – wieś w Polsce położona w województwie warmińsko-mazurskim, w powiecie oleckim, w gminie Wieliczki. W latach 1975–1998 miejscowość administracyjnie należała do województwa suwalskiego.
Wieś powstała 1538 w wyniku podwójnego nadania. Najpierw w dniu 8 stycznia 1538 roku książę Albrecht nadał Mikołajowi, "staroście" (stąd nazwa wsi) z Kleszczewa, sześć i ćwierć włóki, które tenże kupił, oraz podarował dwie włóki za zasługi. W roku 1563 książę Albrecht nadał temuż Mikołajowi Müllerowi z Kleszczewa dalsze dwie włóki i młyn o jednym kamieniu młyńskim. W 1800 roku Starosty były wsią zamieszkaną przez wolnych chłopów i określane były jako wieś szlachecka z młynem wodnym. Młyn wodny znajduje się nad rzeką Lega (obecnie przekształcony w elektrownię wodną). Szkoła powstała w tej wsi na przełomie XIX i XX wieku, później jednakże uległa likwidacji. Nazwę wsi urzędowo zniemczono w 1938 roku. W 1939 roku było tu 84 mieszkańców. W 1938 w ramach akcji germanizacyjnej zmieniono nazwę wsi na Müllersbrück.